# Zatik
Zatik je valjkast ili blago stožast strojni dio (element) za spajanje dijelova lako rastavljivim spojem. Višestruka mu je namjena pa se koristi i za učvršćivanje, centriranje, osiguravanje ili vezivanje strojnih i drugih dijelova. Normiranih je promjera (do 100 mm) i duljina (do 300 mm i više). Umeće se zabijanjem u prethodno izbušene provrte dijelova koji se spajaju; po potrebi provrti se i razvrću. Uzdužno zasječenim zaticima osigurava se čvrst dosjed otporan na vibracije, bez potrebe razvrtanja provrta. Naponski zatici služe za preuzimanje poprečnih sila i za osiguranje; izvedeni od prikladnoga materijala, lome se kod prekomjernog opterećenja. Zatiku je po obliku sličan svornjak, koji služi za ostvarivanje zglobne veze.
Zatici se proizvode od istih materijala kao i svornjaci, dakle od čelika za automate s tvrdoćom 125 do 245 HV, a za velika opterećenja i od poboljšanog čelika, te čelika za cementiranje i kaljenje.
Zatici spadaju među najstarije i najjednostavnije konstrukcijske elemente. Standardiziranih su oblika, promjera i duljina. Koriste se za osiguranje točnog položaja među dijelovima (centriranje pomoću dosjednog zatika), za spajanje dijelova, za preuzimanje poprečne sile u spoju i slično. Obično su od tvrđeg materijala nego što su spojeni dijelovi. Izmjere zatika se najčešće odabiru prema iskustvu. Kod većih opterećenja je potrebno kontrolirati posmična naprezanja i dodirne pritiske. Za spajanje dijelova namještaja koriste se drveni zatici.
Spajanje zaticima i svornjacima najjednostavniji je i najstariji oblik spajanja u strojogradnji uopće. Izvodi se jednostavnim provlačenjem tih dijelova kroz provrt izbušen kroz dijelove koje treba spojiti.

## Vrste zatika
Zatici služe za spajanje, učvršćenje, potezanje, držanje, centriranje, fiksiranje, osiguranje, zatvaranje strojnih dijelova. Kao jednostavni zatik može već poslužiti i obična žica. Bolji jednostavniji zatik jest rascjepka. Po obliku u osnovi razlikujemo cilindrične zatike, konične zatike i zasječne zatike. Zabijanjem u provrte strojnih dijelova zatici dobivaju određeno prednaprezanje. Naponski zatici u obliku čahure i spiralni naponski zatici od okruglo savijena, odnosno spiralno namotana lima od opružnog čelika čvrstoće 1 400 N/mm2 priliježu elastično na stijene provrta. Zatik treba da bude od tvrđeg materijala nego što su dijelovi u koje se zabija, da se pri zabijanju ne deformira i pri izbijanju ne sabije. Razlikom u tvrdoći izbjegava se i zaribavanje u provrtu.

### Cilindrični ili valjkasti zatik
Cilindrični ili valjkasti zatik ima nominalni promjer d, prema namjeni upotrebe izrađen s različitim mjernim tolerancijama. Cilindrični zatici s tolerancijom dosjeda m6 upotrebljavaju se prvenstveno za međusobno pozicioniranje strojnih dijelova. U jednom dijelu dosjed mora biti čvrst, a u drugome labav, kako bi se spoj mogao rastaviti. Cilindrični zatici s tolerancijom h8 upotrebljavaju se za spajanje, odnosno pričvršćenje strojnih dijelova. U oba sastavna dijela ovi zatici imaju čvrst dosjed, pa ih se prilikom demontaže mora izbiti silom. Zatici s tolerancijom m6 i h8 zahtijevaju dodatnu obradu provrta nakon bušenja. Cilindrični zatici s tolerancijom h11 upotrebljavaju se kao zakovični zatici, koje se nakon ugradnje na oba kraj zakuje, ili kao člankasti zatici s labavim dosjedom D11/h11. Elastični cilindrični zatici su šuplji s debljinom stjenke s. Uzdužan žlijeb daje im dobra elastična svojstva zbog kojih nisu potrebne uske tolerancije izrade, a provrti u strojnim dijelovima mogu biti samo izbušeni. Prvenstveno se upotrebljavaju za osiguravajuće zatike.
Puni cilindrični zatik sa zaobljenim krajevima služi za dosjed kojim se učvršćuje (fiksira) međusobni položaj strojnih dijelova u vijčanom spoju u kojem između vijaka i stijenki njihovih provrta postoji zračnost. Da bi se olakšala montaža i demontaža, obično je tada dosjed u jednome od spojnih dijelova čvrst, a u drugome klizan. Zatici za tu namjenu obično se izrađuju od čvršćeg materijala s poljem tolerancije m6. 
Puni cilindrični zatik s krajevima oblika niskog stožca najviše služe za spajanje i pričvršćivanje, pri čemu se provrti obično buše, a nekad i razvrtaju. Obično se izrađuju s poljem tolerancije h8. Zatici s ravnim krajevima upotrebljavaju se kao svornjaci za zglobne spojeve. Pri tome u njihovim dosjedima mora postojati zračnost, a krajevi se zakivaju. Obično se izrađuju s poljem tolerancije h11. Šuplji cilindrični zatici mogu biti s ili bez procjepa. Glavni nedostatak zatika bez procjepa je u tome što je potrebna velika točnost izrade dosjeda. 

### Člankasti zatik
Člankasti zatik se upotrebljava slično kao svornjak za zglobno spajanje strojnih dijelova, osim što je zatik uglavljen s čvrstim dosjedom u jednoga od spajanih dijelova. Za ovu svrhu prvenstveno se upotrebljavaju elastični zasječeni zatici, a tijesan dosjed između zatika i veznog dijela nastaje na mjestu gdje zatik ima žlijeb.

### Zatik za pričvršćivanje opterećen na savijanje
Zatik za pričvršćivanje najviše se upotrebljavaju za pričvršćivanje opruga ili drugih elemenata koji opterećuju zatik na savijanje.

### Poprečni zatik opterećen okretnim momentom
Poprečni zatici upotrebljavaju se za spoj glavine i vratila gdje prenose okretni moment sile s glavine na vratilo i obrnuto.

### Uzdužni zatik opterećeni okretnim momentom
Uzdužni zatici upotrebljavaju se slično kao i poprečni za spojeve glavine i vratila, osim što ih se postavlja uzdužno u prethodno napravljen provrt između glavine i vratila. S obzirom na to da obavljaju istu funkciju kao i klinovi, uzdužni zatici u praksi su poznati i pod imenom okrugli klinovi.

### Stožasti zatik
Stožasti zatik ima nagib 1:50, a nominalni promjer d im se mjeri na donjoj strani zatika. Njihova dobra svojstva su što dobro centriraju međusoban položaj dva dijela, vrlo dobro podnose opterećenja na smik, a obratno od cilindričnih zatika mogu se više puta sastaviti i rastaviti. Slaba strana im je skuplja izvedba jer provrt mora imati jednak konus kao i zatik, a osjetljivi su i na dinamička opterećenja. Osim osnovne izvedbe izrađuju se i stožasti zatici s vanjskim ili unutarnjim navojem, koje se može upotrebom matice ili vijka jednostavno rastaviti. Uglavnom se upotrebljavaju za pozicioniranje strojnih dijelova, a služe i kao vezni elementi (npr. spoj glavine s vratilom).
Stožasti zatici služe, kao i puni cilindrični zatici, za spajanje dijelova s međusobno čvrstim (fiksnim) položajem, ali tamo gdje je potrebna veća točnost dosjedanja (na primjer u alatnim strojevima), naročito kad se takvi spojevi često rastavljaju i ponovno sastavljaju. Njihov oblik, naime, omogućava lako izvlačenje i ponovno utiskivanje bez oštećivanja dosjednih površina. Zbog toga se rastavljanje i sastavljanje spojeva s istim stožastim zaticima može izvoditi praktički neograničeni broj puta.
Pri izvlačenju stožastih zatika može jedino biti teško uhvatiti zatik. Tada se upotrebljava zatik s vijčanim nastavkom i maticom, ili zatik sa središnjim unutrašnjim provrtom u čiju stijenku je urezan navoj, što omogućava njegovo izvlačenje s pomoću vijka.
Lako izvlačenje štožastih zatika ujedno je i njihov nedostatak, jer može biti uzrokom njihovog ispadanja. Zbog skupoće i drugih nedostataka, spojevi sa stožastim zaticima malo se upotrebljavaju.

### Zasječeni zatici ili šuplji zatici s procjepom
Zasječeni zatici ili šuplji zatici s procjepom se koriste za učvršćenje i osiguranje, ali i kao svornjaci za zglobne spojeve. Umeću se u bušene provrte i razvrtanje nije potrebno. Pri zabijanju u provrt zatik se elastično deformira, u presjeku dobiva okrugli oblik i proizvodi tlak na stijenke provrta. Šuplji zatici s procjepom ne trebaju veliku točnost izrade dosjeda. Budući da je promjer tih zatika u nenapregnutom stanju nešto veći od promjera provrta pri zabijanju oni se elastično deformiraju. Time se postiže tlak u zatičnom spoju potreban za preuzimanje poprečnih opterećenja u vijčanim spojevima. Za tu namjenu izrađuju se takvi zatici od dobrog opružnog čelika. Ti zatici podnose i veća naprezanja na odrez (smik) a mogu izdržati i do 100 zabijanja, odnosno izbijanja bez gubitka naponske veze. Pogotovo to vrijedi za teške izvedbe. Još veću otpornost na odrez imaju spiralni šuplji cilindrični zatici s procjepom koji stvaraju jednolični tlak u spoju, pa su prikladni za preuzimanje dinamičkih opterećenja. Dalja prednost šupljih cilindričnih zatika s procjepom je ta, što su sigurniji od ispadanja. Jedini je njihov nedostatak što se ne mogu upotrijebiti tamo gdje se traži velika točnost.

### Naponski zatici, zatici sa zasjecima ili zasječni zatici
Naponski zatici, zatici sa zasjecima ili zasječni zatici umeću se u grubo bušene provrte čime se štedi skupo razvrtanje. Lako se sklapaju. Promjer cilindričnih zatika je za 0,2 do 0,5 mm veći od promjera rupe. Koriste se za prihvaćanje poprečnih sila, kao dosjedni zatici i za osiguranje. Izrađuju se od opružnih čelika. Zatici sa zasjecima dobivaju se usijecanjem na plaštu cilindričnih zatika triju brazda međusobno razmaknutih pod kutom od 120°. Djelovanjem takvih zatika slično je djelovanju šupljih naponskih, jer, kad se zabiju, deformirani rubovi njihovih zasjeka tlače stijenke provrta i time uzrokuju njihovu elastičnu deformaciju. Zbog toga provrte za te zatike ne treba prilagođavati razvrtanjem, dovoljno je da se izbuše. Izdržljivost im je u usporedbi sa šupljim naponskim zaticima manja. Demontaža i montaža može se ponoviti do 25 puta. Kako su vrlo jednostavni i jeftini, upotreba tih zatika vrlo je raširena u strojarstvu.

### Slike
| |                                                                     | |
| Primjeri spoja pomoću zatika: a) spojevi ručice pomoću zatika sa zasjecima, b) zglobni spoj ručice pomoću zatika sa zasjekom. | Stožasti zatik s vijčanim nastavkom u spoju za osiguranje položaja. | Primjeri spojeva sa stožastim zaticima: a) spoj zupčanika s vratilom, b) spoj s obostranim dostupom zatiku. |